# Schlagtechnik (Kampfsport)
Als Schlagtechnik (jap. Uchi waza, kor. Chigi) wird in verschiedenen Kampfsportarten ein Angriff (vergleiche Angriffsstufen) mit dem Arm, der Hand, dem Ellenbogen oder einem Objekt bezeichnet, der nicht geradlinig, sondern bogenförmig ausgeführt wird. Diese stehen im Gegensatz zu Stoßtechniken, die geradlinig verlaufen und zu Tritttechniken, die mit Knie, Bein oder Fuß ausgeführt werden. Stoß-, Schlag und Tritttechniken gehören zu den Atemitechniken im Kampfsport. Die Verwendung der Begriffe Stoß-, Schlag- und Tritttechnik ist jedoch beispielsweise beim Taekwondo fließend.
In vielen Kampfkünsten spielen Schlagtechniken eine große Rolle, wie z. B. im Quanfa, Karate, Kickboxen, Taekwondo, Capoeira, Muay Thai und Ju-Jutsu. 

## Varianten
Es gibt eine große Zahl an Varianten von Schlägen, die nach oben, unten, außen, innen, diagonal etc. ausgeführt werden können. Beispiele für Schlagtechniken sind Handkantenschlag, Faustschlag (auch Faustrückenschlag) und Ellenbogenschlag vorwärts/rückwärts. Auch der Kopfschlag ist eine Schlagtechnik, die zum Beispiel gegen Umklammerungen über den Armen oder Würgegriffe eingesetzt werden kann.

## Training
Schlagtechniken können auf verschiedene Weisen trainiert werden. Eine Möglichkeit bildet das Schlagen ohne Widerstand (Kihon, Formenlauf, Schattenboxen). Weitere Möglichkeiten bilden Trainingsgeräte wie Pratzen (mit Partner), Boxsäcke oder Makiwara (ohne Partner).